# William Derham
William Derham (ur. 26 listopada 1657, zm. 5 kwietnia 1735) – angielski duchowny anglikański, astronom i filozof przyrody, autor kilku książek. W swoich publikacjach przedstawił teleologiczne argumenty na istnienie Boga. Argumenty te wykorzystał później i rozwinął William Paley.

## Życiorys
Urodził się w Stoulton, w Worcestershire. Był synem Thomasa. Studiował na Trinity College w Oksfordzie. W 1681 został ordynowany na duchownego. W latach 1689–1735 był proboszczem w kościele św. Wawrzyńca w Upminster. W 1703 został członkiem Royal Society, w 1716 kapelanem księcia Walii.
Miał wszechstronne zainteresowania, które dotyczyły takich dyscyplin jak: filozofia naturalna, historia, meteorologia, entomologia, fizyka, astronomia. Opublikował wiele artykułów w Philosophical Transactions. W wieży kościoła w Upminster umieścił teleskop o długości 16 stóp i zajmował się obserwowaniem ciał niebieskich. Uważał, że na innych planetach również istnieje życie, a gwiazdy mają swoje systemy planetarne. Opublikowane przezeń obserwacje meteorologiczne należą do najwcześniejszych w Anglii. Obliczył prędkość dźwięku (przy pomocy swego teleskopu). 2 maja 1715 zaobserwował „popielate światło” na Wenus.
W 1733 opublikował listę 16 mgławic.
Uważał, że mgławice są wrotami do empyreum, tj. najwyższego nieba, w którym mieszka Bóg.

## Dzieła

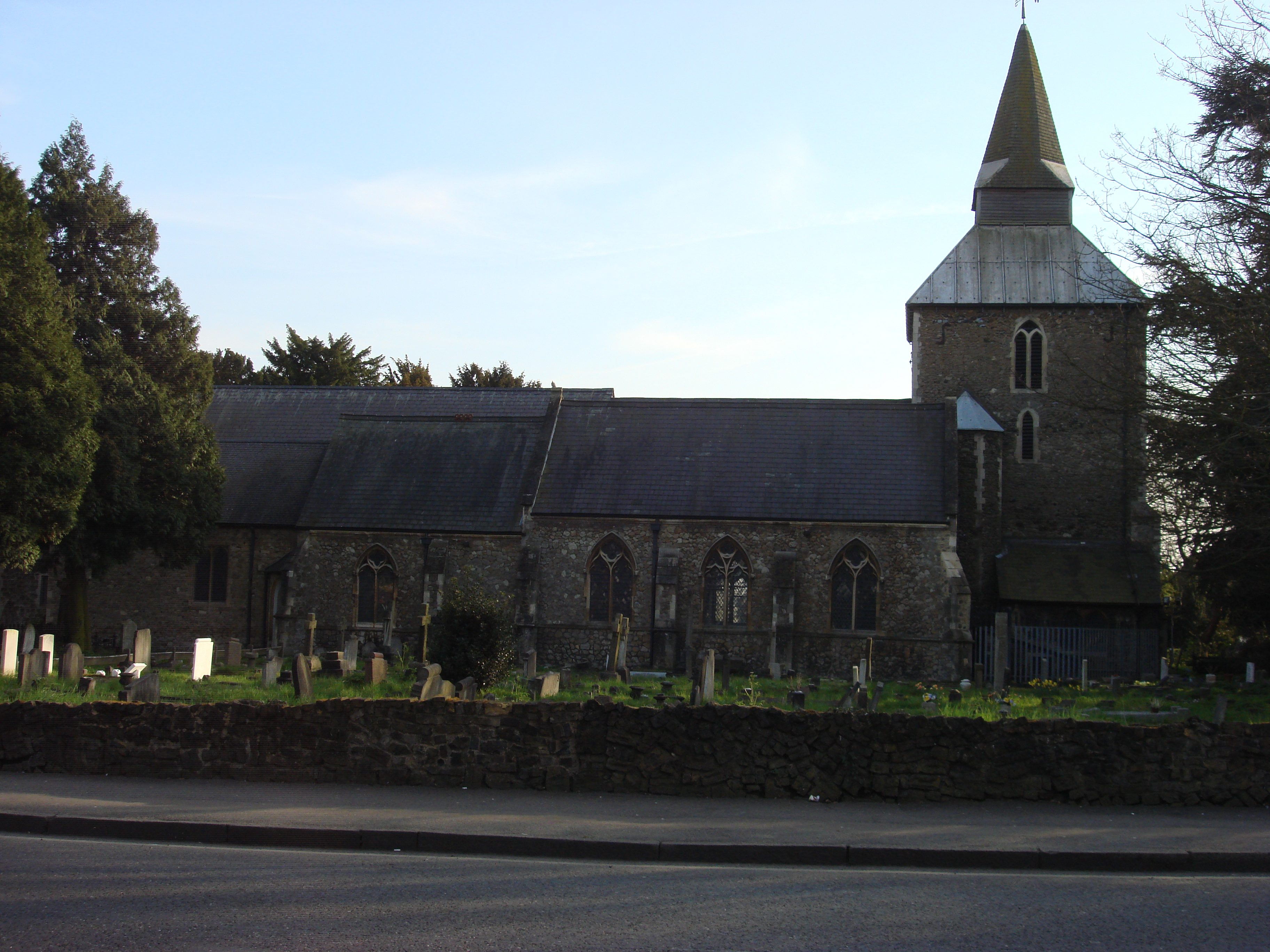
Kościół św. Wawrzyńca w Upminster

- 1696: Artificial Clockmaker, wyd. 4 (1734)
- 1702: Some Observations on the Spots of the Sun
- 1706: An Account of a Pyramidal Appearance in the Heavens, Observed Near Upminster in Essex, by the Reverend Mr. William Derham
- 1723: Physico-theology: Or A Demonstration of the Being and Attributes of God
- 1730: Christo-Theology: Or, A Demonstration of the Divine Authority of the Christian Religion
- 1731: Astro-theology: or, A Demonstration of the being and attributes of God, from a Survey of the Heavens
- 1735: A Natural History of English Insects